# جن تپه
جن تپه مربوط به عصر مفرغ - عصر آهن است و در شهرستان ساوه، بخش مرکز ی، دهستان قره چای، روستای آسیابک بند واقع شده و این اثر در تاریخ ۲۶ اسفند ۱۳۸۶ با شمارهٔ ثبت ۲۲۰۸۱ به‌عنوان یکی از آثار ملی ایران به ثبت رسیده است.